# 加布里埃拉·萨巴蒂尼
加布里埃拉·莎芭提妮（Gabriela Beatriz Sabatini，1970年5月16日—），生於阿根廷首都布宜諾斯艾利斯，昵称“Gaby”，已退役的阿根廷职业女子网球运动员，南美洲体育史上最佳女子网球选手，南美洲至今唯一一个网球大满贯女子单打桂冠得主，单打世界最高排名第3，1990年美国网球公开赛女单冠军，1988年及1994年WTA年终总决赛冠军，1988年夏季奧林匹克運動會單打銀牌得主，国际网球名人堂成员。

## 简历
出生於阿根廷布宜諾斯艾利斯，6岁开始打网球。萨巴蒂尼是八十年代後期到九十年代早期的位居世界一流的女子網球運動員，曾經奪得女子1990年美国网球公开赛單打及1988年雙打冠軍，1988年和1994年WTA年終總決賽單打冠軍，同時是1988年夏季奧林匹克運動會單打銀牌得主。
退役之後的她，长期低调投入大量精力和物力幫助阿根廷網球運動的發展，她對同胞晚輩的影響十分深遠。
2006年入选国际网球名人堂，成为首位入选的南美洲女性。
2008年北京奧運會聖火傳遞之阿根廷首都站，她是终点站点燃圣火盆的火炬手。

## 图册

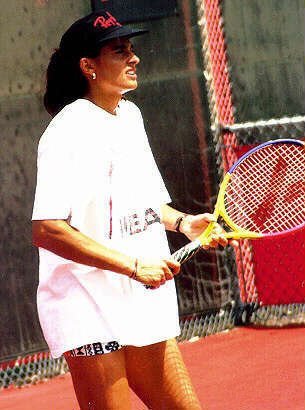
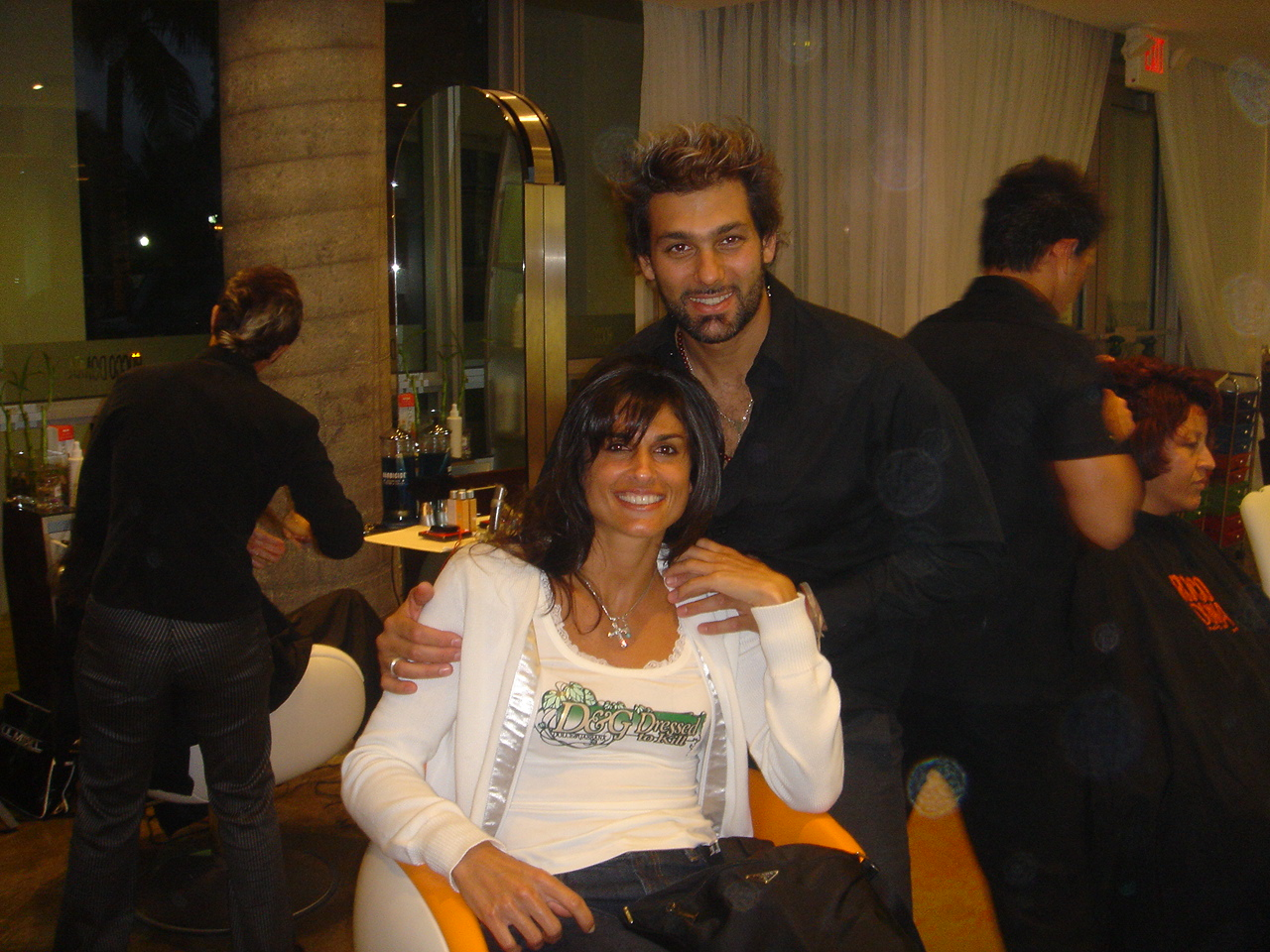
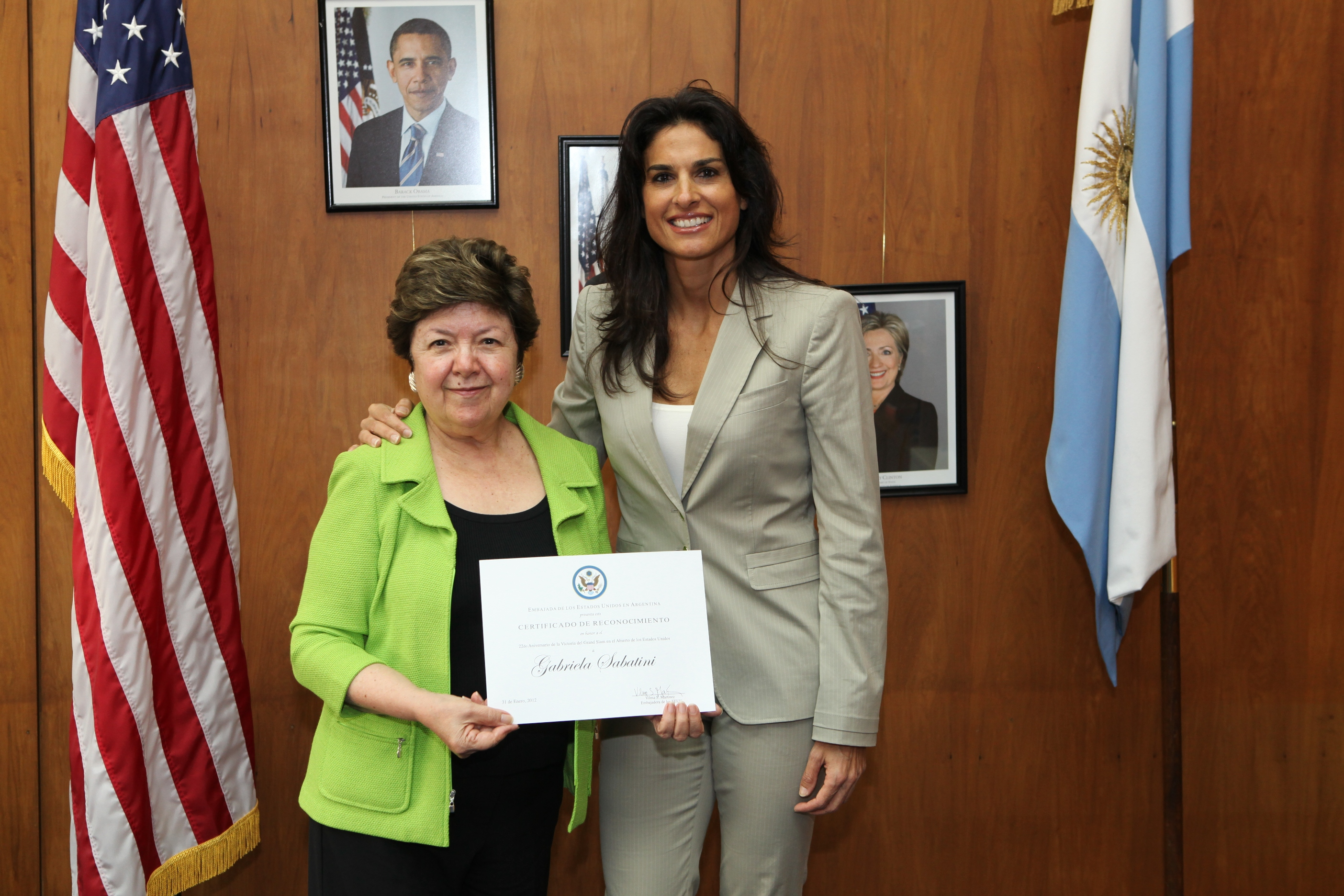

## 大滿貫決賽

### 女單冠軍（1次）
| 年度 | 賽事           | 場地 | 決賽對手 | 對手國籍 | 決賽成績 |
| 1990 | 美國網球公開賽 | 硬地 |          | 西德     | 6-2, 7-6 |

### 女單亞軍（2次）
| 年度 | 賽事           | 場地 | 決賽對手 | 對手國籍 | 決賽成績      |
| 1988 | 美國網球公開賽 | 硬地 |          | 西德     | 6-3, 3-6, 6-1 |
| 1991 |                | 草地 |          | 德国     | 6-4, 3-6, 8-6 |

## 奧運會

### 女單銀牌（1）
| 年度 | 賽事       | 場地 | 決賽對手 | 對手國籍 | 決賽成績 |
| 1988 | 漢城奧運會 | 硬地 |          | 西德     | 6-3, 6-3 |

## 外部連結
- Gabriela Sabatini | International Tennis Hall of Fame （英文）
- 加布里埃拉·萨巴蒂尼的国际女子网球协会官方資料（英文）
- 加布里埃拉·萨巴蒂尼的國際網球總會 職業／青少年 官方資料（英文）
- Fed Cup - Player profile - Gabriela SABATINI (ARG)（页面存档备份，存于）
- Gabriela Sabatini - career highlights（页面存档备份，存于）